# Groais Island
Groais Island är en ö i Kanada.   Den ligger i provinsen Newfoundland och Labrador, i den östra delen av landet, 1 600 km öster om huvudstaden Ottawa. Arean är 43 kvadratkilometer.
Terrängen på Groais Island är lite kuperad. Öns högsta punkt är 246 meter över havet. Den sträcker sig 11,9 kilometer i nord-sydlig riktning, och 7,1 kilometer i öst-västlig riktning.